# アマル・シン
アマル・シン（Amar Sin、在位：紀元前2046年 - 紀元前2038年）は、ウル第3王朝の第3代王。兄弟のシュ・シンと争い王位を奪われた。名前は「シン神の仔牛」の意味である。アマルはシュメール語であるが、シンはアッカド語であり、メソポタミアにおけるアッカド語の普及が進展していたことが見て取れる。

## 来歴
前王シュルギの息子として生まれた。父の跡を継いで王位についたが、彼に関する情報は少ない。彼はウル第3王朝の歴代王の中でただ1人王讃歌を残していない。彼の業績として目立つものはエリドゥとニップルの神殿の造営であり、「エンリルの家を高くせし者」と碑文に残っている。また、父王が建設していた城壁の建造事業も継続し、アムル人などと戦った。
しかし彼は兄弟（シュメール王名表では親子）であるシュ・シンと対立していた。シュ・シンは反乱を起こし、紀元前2040年頃までには王を名乗っていた。さらにアマル・シンは宮廷内でも敵を抱えており、その一人は王妃アビシムティであった。彼女はアマル・シンを見限り、シュ・シンの反逆に手を貸した。
間もなくアマル・シンは殺害され（病死とするものもある）、シュ・シンが王位を奪いアマル・シン派の官僚たちは失脚した。後代にアマル・シンは無能な王として記録されたが、これが王位を得たシュ・シン側による宣伝の結果広まった評価である可能性は高い。